# Alfredo Casella
Alfredo Casella (født 25. juli 1883 i Torino, Italien, død 5. marts 1947 i Rom, Italien) var en italiensk komponist.
Casella studerede klaver og komposition på konservatoriet i Paris under Gabriel Fauré i 1896.
Hans studiekammerater på denne årgang var Georges Enesco og Maurice Ravel.
Casella var i sin parisertid også bekendt med Claude Debussy, Igor Stravinsky og Manuel de Falla. Var i denne tid også i kontakt med Gustav Mahler, Richard Strauss og Ferruccio Busoni.
Casella var en romantisk komponist, som var inspireret af Richard Strauss og Gustav Mahler, men han var også en stor beundrer af Debussy.
Blev venner og samarbejdspartner med Gian Francesco Malipiero.
Sammen med Malipieri og Ildebrando Pizzetti hører Casella til de betydningsfulde italienske komponister.
Han har skrevet 3 symfonier, orkesterværker såsom Italia, Koncerter, klaverstykker, kammermusik og vokalværker.

## Udvalgte værker
- Symfoni nr. 1 (1905-1906) - for orkester
- Symfoni nr. 2 (1908-1909) - for orkester
- Symfoni nr. 3 (1939-1940) - for orkester
- Italia (1909) - for orkester
- Koncert (1923-1924) - for strygeorkester
- Serenade (1930) - for lille orkester
- Suite I C-dur (1909-1910) - for orkester
- Pagine di Guerra (Krigssider) (1918) - for orkester
- La Giara (Giaraen) (1924) (Symfonisk suite) - for orkester
- Violinkoncert (1928) - for violin og orkester
- Cellokoncert (1934-1935) - for cello og orkester
- Partita (1924-1925) - for klaver og orkester
- Koncert (1943) - for klaver, strygeorkester, pauker og slagtøj
- Concerto Romano (1926) - for orgel, messingblæsere, pauker og slagtøj